# Yei Joint Stars Football Club
Le Yei Joint Stars FC est un club féminin de football sud-soudanais fondé en 2019 et basé à Yei.

## Histoire
Le club fait partie des huit équipes fondatrices de la South Sudan National Women’s League en 2021. Les Yei Joint Stars remporte la première édition du championnat, ce qui les qualifie pour la première édition de la Ligue des champions africaine. Pour leur premier match, les Sud-Soudanaises s'imposent 2-1 face à New Generation de Zanzibar mais ne se qualifie pas pour la phase continentale.
La même année, les Yei Joint Stars étrillent les City Stars (6-0) en finale de la première édition de la coupe locale de Yei pour s'adjuger le titre. Elles conservent ensuite leur titre en coupe du Soudan du Sud.
En 2022, malgré une large victoire (6-0) face au GRFC de Djibouti, Yei est à nouveau éliminé dès la phase de groupes du tournoi du CECAFA.

## Palmarès
- Championnat du Soudan du Sud
  - Vainqueur : 2021, 2022, 2025
- Coupe du Soudan du Sud
  - Vainqueur : 2021, 2022
- Coupe de Yei
  - Vainqueur : 2020, 2021, 2022